# L'Enfant de personne (téléfilm, 2013)
Pour les articles homonymes, voir L'Enfant de personne.
Pour plus de détails, voir Fiche technique et Distribution.
L'Enfant de personne est un téléfilm germano-autrichien réalisé en 2013 par le metteur en scène suisse Urs Egger à partir du roman de Charlotte Link das andere Kind (2009) traduit en français en 2011. La version française a été diffusée en deux parties sur la chaîne Arte le 21 décembre 2018.
Le téléfilm original, Das Andere Kind, a été diffusé les 2 et 3 janvier 2013, à la fois sur la chaîne autrichienne ORF 2 et la chaîne allemande Das Erste.